# Exochus nubosus
Exochus nubosus là một loài tò vò trong họ Ichneumonidae.